# Lucas Till
Lucas Daniel Till (Fort Hood, Texas, 10 de agosto de 1990) es un actor y productor estadounidense de cine y televisión conocido por su papel protagónico de Angus MacGyver en el reinicio de la serie de televisión de CBS MacGyver. Ha participado en películas como Hannah Montana: la película, El poder del dinero, Monster Trucks, y Mi vecino es un espía, además de repetir su papel como Havok en la película X-Men: primera generación y en sus secuelas X-Men: días del futuro pasado y X-Men: Apocalipsis.

## Biografía
Lucas Daniel Till nació el 10 de agosto de 1990 en Fort Hood, Texas (Estados Unidos). Es hijo de Dana Lyn Brady y John Mark Till. Tiene un hermano menor, Nick (nacido en 1997). Pasó la mayor parte de su infancia creciendo en los suburbios de Atlanta, Georgia. La familia de Lucas notó desde muy joven que tenía facilidad para imitar voces y personajes, por eso cuando tenía 11 años, su madre lo inscribió para que tomara clases de actuación y comenzó a participar casi de inmediato en comerciales locales, regionales y nacionales. 
No pasó mucho tiempo para que la cazatalentos Joy Pervis, lo descubriera. Asistió al Kell High School y, aunque su carrera en la actuación estaba creciendo rápidamente, Lucas decidió quedarse en Atlanta para completar la escuela secundaria pública, graduándose finalmente en el año 2008. 
Además pasó 3 semanas en Alemania como  estudiante de intercambio y también fue miembro de la Sociedad Alemana de Honor. Realizó comerciales de televisión para una cooperativa de energía, una marca de productos farmacéuticos, una reconocida empresa de juguetes (en 2004), y una compañía estadounidense de medios digitales, entre otros. Después de su graduación, se trasladó a Los Ángeles, California, para continuar con su carrera como actor.

## Carrera

### Inicios
En 2003 realizó su primera colaboración cinematográfica en el cortometraje The Lovesong of Edwerd J. Robble, en el papel de Michael. En ese mismo año fue elegido para participar en el elenco de The Adventures of Ociee Nash en el rol de Harry Vanderbilt, un chico rebelde que hostiga continuamente al personaje principal. En 2004 participó de la película de terror Lightning Bug interpretando al hijo menor, Jay Graves y, más tarde, del cortometraje Pee Shy como el pequeño Scout Chad. 
Su primer papel importante en el mundo del cine fue el de Jack Cash, el hermano mayor de Johnny Cash, quien murió en un accidente de aserradero, en la película biográfica Walk the Line (2005). Al año siguiente Lucas interpreta al joven Samuel North en largometraje The other side filmado en Atlanta, Georgia. También en 2006 forma parte del elenco de la película de Lifetime, Not Like Everyone Else, como Kyle Kenney.

### 2007-2010:Hannah Montana: The Movie, «You Belong with Me» y otros
Participó en varias  películas independientes como por ejemplo la comedia de terror Dance of the Dead (2008) interpretando a Jensen, miembro de una banda de música que junto a otros adolescentes luchan para detener a un grupo de zombis. También fue invitado a participar en la quinta temporada de la serie de televisión estadounidense Dr. House en el episodio titulado "Joy to the World" en el papel de Simón, un estudiante de secundaria que tiene una relación romántica con su compañera de escuela pero que por sus diferencias sociales no pueden estar juntos. Tres semanas antes de graduarse de la escuela secundaria, Lucas audicionó para Hannah Montana: la película de Walt Disney Pictures y fue elegido para el papel principal de Travis Brody, un joven vaquero amigo de la infancia de Miley (Hannah Montana) que vive en el pueblo que la vio crecer y quien termina convirtiéndose en su interés amoroso. Este papel le permitió recibir dos nominaciones en 2009 para los Teen Choice Awards en las categorías de Mejor Actor y Mejor Pareja (junto a Miley). Como parte de la campaña de promoción de los premios Till grabó tres cortometrajes. "Not Another Changeling Movie" (es una parodia de la película  Changeling de Angelina Jolie), “The Red Menace”, y  “The Bourneson Stupidity” (como parodia del film “The Bourne Stupidity”).
A comienzos de 2009 participó en la película de terror Laid to Rest como un empleado de comercio. También participó en los episodios: "Scotophobia" e "Hydrophobia" de la serie web de terror Fear Clinic con el personaje de Brett, un joven que sufre de hidrofobia. Realizó además una colaboración con la cantante estadounidense Taylor Swift en el video musical de la canción «You Belong with Me», vídeo que se estrenó el 2 de mayo de 2009 en  CMT. Lucas interpreta al joven vecino del que se enamora la protagonista (Taylor Swift) y con el que comienza a comunicarse sosteniendo carteles a través de las ventanas de sus dormitorios. Lucas y Taylor se conocieron en 2008 mientras ambos se encontraban en el set de filmación grabando la película de Hannah Montana.
En 2009 participó en la quinta temporada de la serie de televisión  Medium en el rol de Adam Mankowitz en el episodio titulado "Cosas que hacer en Phoenix cuando estás muerto", y junto con Emily Osment en el séptimo episodio de la serie de televisión corta de Disney Channel Leo Little's Big Show titulado: "Hannah Montana: The Movie". También formó parte del elenco protagónico en la película The Lost & Found Family lanzada directamente en formato DVD y distribuida por Sony Pictures Home Entertainment. Su personaje era Justin, un joven adolescente con algunas malas actitudes. 
A comienzos de 2010 participó de la película protagonizada por Jackie Chan y Billy Ray Cyrus The Spy Next Door como Larry, un espía Ruso.
Ese mismo año interpretó a Matt Parker, mariscal de campo de una escuela secundaria en la primera temporada de la serie de televisión Blue Mountain State en el episodio titulado "La leyenda del brazo dorado". Además volvió a colaborar en la coproducción en una película independiente de aventura y ciencia ficción dirigida por Jason Trost y en la que también interpreta a Jack, un joven de vacaciones en Asia que se da cuenta de que sus horribles sueños se están convirtiendo en una realidad y de que la realidad se está convirtiendo en una pesadilla. La película se llamó Vacation 8.

### 2011-2013:X-Men: primera generación, «Someone like You» y otros
En 2011 formó parte del elenco de la película de acción y ciencia ficción producida por Columbia Pictures Battle: Los Angeles como el cabo Grayston. También formó parte de la película de superhéroes X-Men: primera generación producida por 20th Century Fox y Marvel Entertainment como  Havok, un  mutante que tiene la capacidad de absorber energía solar que luego puede lanzar en forma de rayos desde su cuerpo. Esta participación le permitió recibir la nominación en la 13ª edición de los Teen Choice Awards junto a Edi Gathegi, Nicholas Hoult, Caleb Landry Jones, Zoe Kravitz y Jennifer Lawrence en la categoría Mejor química en película.
En 2011 fue el año elegido por el actor para dar sus primeros pasos en el mundo de la Producción audiovisual colaborando con en la producción de la película de superhéroes independiente All Superheroes Must Die (también conocida como Vs ) y en la que además interpreta el papel de Ben/Cutthroat. En la película, cuatro superhéroes (uno de los cuales es Lucas) se encuentran secuestrados por su archienemigo y se ven obligados a competir en una serie de desafíos para salvar una ciudad abandonada llena de civiles inocentes secuestrados. 
A finales de ese mismo año colaboró en el video musical que acompaña la interpretación de la canción de Adele « Someone like You» por Tony Oller. En el video Lucas interpreta al amigo de Tony que se interpone en su relación amorosa. En 2011 realizó además un comercial televisivo para una marca internacional de zapatillas deportivas.
En 2012 volvió a trabajar en el género dramático al participar de la película Dark Hearts en el papel de Sam, un joven que viaja a la ciudad para pasar tiempo con su hermano mayor y así escapar de los problemas en su casa. En 2013 trabajó junto con Nicole Kidman en la película  Stoker en la que interpreta a un joven bravucón llamado Chris Pitts.
También formó parte del elenco protagónico en la película  Crush lanzada directamente en formato DVD en el personaje de Scott Norris, miembro estrella del equipo de fútbol de la preparatoria que a pesar de tener una lesión en la rodilla causada por un golpe en un partido sale a correr todas las mañanas. Ese mismo año volvió a colaborar junto a Jason Trost en la producción de la comedia independiente Wet and Reckless y en la que interpretó a Toby ´Dollars´. También participó junto con Liam Hemsworth, Gary Oldman y Harrison Ford en el filme  Paranoia en el papel de Kevin, amigo y compañero de trabajo de Adam (Liam Hemsworth).

### 2014-2016:X-Men: días del futuro pasado,The Disappointments Roomy otros
En 2014 volvió a incursionar en el mundo de las películas de terror al participar en el filme Wolves como Cayden Richards, un estudiante de secundaria que está convirtiéndose en un hombre lobo y que después del asesinato de sus padres intenta descubrir la verdad de lo que realmente es. Luego en la película Kristy, como Aaron, y en la película de suspenso y drama Sins of our Youth, junto a Joel Courtney y Mitchel Musso como Tyler, uno de los cuatro adolescentes que asesinan accidentalmente a un niño más joven y que hacen que desde allí todo se salga de control. Además fue coproductor en la película de horror y suspenso My Eleventh. También participó de la serie de televisión Comedy Bang! Bang!, en el primer episodio de la tercera temporada titulado "Patton Oswalt Wears a Black Blazer & Dress Shoes”. En 2014 regresó como  Havok en la secuela de X-Men titulada X-Men: días del futuro pasado.
En 2015 participó en la película dramática Bravetown, originalmente titulada Strings, interpretando el papel de Josh Harvest un DJ en sus comienzos y etapa de formación y en la película de suspenso The Curse of Downers Grove en el papel de Bobby; ambas películas lanzadas directamente en formato DVD.
En 2016 interpretó a Ben Philips Jr. en la película de terror The Disappointments Room. Además regresó como  Havok en la tercera y última secuela de la trilogía de X-Men titulada X-Men: Apocalipsis. La Cadena de televisión CBS anunció en marzo de ese mismo año que Lucas interpretaría el papel protagónico como Angus MacGyver en el reinicio televisivo de la serie de  ABC del mismo nombre creada por Lee David Zlotoff, que se emitió desde 1985 hasta 1992. Mac, es un agente secreto de una organización del gobierno de Estados Unidos que usa su talento extraordinario para resolver problemas y su amplio conocimiento de la ciencia para salvar vidas.
Participó del especial de una hora de televisión animada titulado Michael Jackson's Halloween que se estrenó en CBS en octubre de 2017 prestando su voz para el personaje de Vincent, un joven empleado de tienda que desea ser DJ pero cuyo padre quiere que se haga cargo del negocio familiar. En ese mismo mes participó junto a CBS Cares en una campaña de televisión en la causa de apoyo para el Alivio de huracanes en Puerto Rico.

### 2017-presente:Monster Trucks,MacGyvery otros
En 2017 también comenzó a trabajar en un proyecto como coproductor, el filme de ciencia ficción y suspenso Spectrum, donde interpreta a Connor un científico que junto a un grupo de colegas descubre el laboratorio secreto donde tuvieron lugar los experimentos fallidos de su padre, y en el que encuentra además la presencia de fantasmas.
Después de varios años de preproducción, Paramount Animation junto a Nickelodeon Movies produjeron en 2017 la película de comedia y aventuras titulada Monster Trucks en la que Till obtuvo el protagónico interpretando a Tripp un estudiante de último curso de instituto que se siente atrapado en el pequeño pueblo en el que nació. Sin quererlo descubre y se hace amigo de una criatura que se alimenta del petróleo y para ocultarla y salvarla de la empresa que desea destruir a toda la especie construye una camioneta a partir de piezas y restos de coches de un depósito de chatarra en el cual trabaja a tiempo parcial.
La cadena de televisión CBS renovó la serie MacGyver en la que Till interpretó el protagónico en 2016 por lo que continuó con el papel de Angus MacGyver en una segunda, tercera y cuarta temporadas, en 2017, 2018 y 2019-2020 respectivamente. Este protagónico le permitió recibir la nominación en 2018 en la 20ª edición de los Teen Choice Awards en la categoría de Mejor actor de acción en televisión, nominación que también recibió en 2019 en la 21° emisión de los Teen Choice Awards en la misma categoría. Además del papel protagónico Lucas colaboró en la producción de los 13 episodios que componen la cuarta temporada de la serie.
En 2019 volvió a colaborar junto a CBS Cares en una campaña de televisión en apoyo a la lucha contra la enfermedad de Lupus. En 2020 renovó su contrato para continuar su protagónico en la quinta temporada de la serie de televisión  MacGyver. También interpreta a Bob Zellner nieto de un miembro del Ku Klux Klan que se une al Movimiento por los derechos civiles en Estados Unidos en el filme titulado Son of the South.  La película está basada en la autobiografía de Bob Zellner The Wrong Side of Murder Creek.

## Filmografía

### Cine
| Año  | Título                           | Personaje                | Notas         |
| ---- | -------------------------------- | ------------------------ | ------------- |
| 2003 | The Lovesong of Edwerd J. Robble | Michael                  | Cortometraje  |
| 2003 | The Adventures of Ociee Nash     | Harry Vanderbilt         |               |
| 2004 | Pee Shy                          | Chad                     | Cortometraje  |
| 2004 | Lightning Bug                    | Jay Graves               |               |
| 2005 | Walk the Line                    | Jack Cash                |               |
| 2006 | The Other Side                   | Samuel North (joven)     |               |
| 2008 | Dance of the Dead                | Jensen                   | Directo-a-DVD |
| 2009 | Laid to Rest                     | Joven empleado de tienda | Directo-a-VOD |
| 2009 | Hannah Montana: la película      | Travis Brody             |               |
| 2009 | The Lost & Found Family          | Justin                   | Directo-a-VOD |
| 2010 | The Spy Next Door                | Larry                    |               |
| 2011 | Battle: Los Angeles              | Cabo Scott Grayston      |               |
| 2011 | X-Men: primera generación        | Alex Summers / Havok     |               |
| 2011 | All Superheroes Must Die         | Cutthroat / Ben          | Directo-a-VOD |
| 2012 | Dark Hearts                      | Sam                      | Directo-a-DVD |
| 2013 | Stoker                           | Chris Pitts              |               |
| 2013 | Crush                            | Scott Norris             | Directo-a-VOD |
| 2013 | Wet and Reckless                 | Toby 'Dollars'           | Directo-a-VOD |
| 2013 | Paranoia                         | Kevin                    |               |
| 2014 | Wolves                           | Cayden Richards          | Directo-a-VOD |
| 2014 | Kristy                           | Aaron                    | Directo-a-VOD |
| 2014 | Sins of our Youth                | Tyler                    |               |
| 2014 | X-Men: días del futuro pasado    | Alex Summers / Havok     |               |
| 2015 | Bravetown                        | Josh Harvest             | Directo-a-VOD |
| 2015 | The Curse of Downers Grove       | Bobbie                   | Directo-a-VOD |
| 2016 | X-Men: Apocalipsis               | Alex Summers / Havok     |               |
| 2016 | The Disappointments Room         | Ben Philips Jr.          |               |
| 2017 | Monster Trucks                   | Tripp                    |               |
| 2020 | Son of the South                 | Bob Zellner              |               |
| 2023 | The Collective                   | Sam                      |               |

### Televisión
| Año       | Título                      | Personaje                | Notas                                      |
| --------- | --------------------------- | ------------------------ | ------------------------------------------ |
| 2006      | Not Like Everyone Else      | Kyle Kenney              | Película para televisión                   |
| 2008      | House                       | Simon                    | Temporada 5, Episodio 11: Joy to the World |
| 2009      | Medium                      | Adam Mankowitz           | Colaboración                               |
| 2009      | Fear Clinic                 | Brett                    | Colaboración                               |
| 2010      | Blue Mountain State         | Golden Arm / Matt Parker | Colaboración                               |
| 2014      | Comedy Bang! Bang!          | Ladrón                   | Colaboración                               |
| 2016-2021 | MacGyver                    | Angus MacGyver           | Elenco principal                           |
| 2017      | Michael Jackson's Halloween | Vincent (voz)            | Elenco principal                           |

### Productor
| Año  | Título                   | Notas       |
| ---- | ------------------------ | ----------- |
| 2011 | All Superheroes Must Die | Coproductor |
| 2013 | Wet and Reckless         | Coproductor |
| 2014 | My Eleventh              | Coproductor |
| 2017 | Spectrum                 | Coproductor |
| 2020 | MacGyver                 | Coproductor |

### Videos musicales
| Año  | Título               | Personaje                          | Artista      |
| ---- | -------------------- | ---------------------------------- | ------------ |
| 2009 | «You Belong with Me» | El interés amoroso de Taylor Swift | Taylor Swift |
| 2011 | «Someone like You»   | Amigo de Tony                      | Tony Oller   |

## Premios y nominaciones
| Año  | Premiación         | Categoría | Trabajo                   | Resultado |
| ---- | ------------------ | --- | ------------------------- | --------- |
| 2009 | Teen Choice Awards | Mejor actor de Película                                                                                                   | Hannah Montana: The Movie | Nominado  |
| 2009 | Teen Choice Awards | Mejor Pareja de Película (junto con Miley Cyrus)                                                                          | Hannah Montana: The Movie | Nominado  |
| 2011 | Teen Choice Awards | Mejor química en Película (junto con Jennifer Lawrence, Nicholas Hoult, Zoë Kravitz, Caleb Landry Jones, and Edi Gathegi) | X-Men: primera generación | Nominado  |
| 2018 | Teen Choice Awards | Mejor Actor de acción en Televisión                                                                                       | MacGyver                  | Nominado  |
| 2019 | Teen Choice Awards | Mejor Actor de acción en Televisión                                                                                       | MacGyver                  | Nominado  |